# Saison 3 de Quantico
Chronologie
Saison 2
Cet article présente le guide des épisodes de la troisième et dernière saison de la série télévisée américaine Quantico.

## Généralités
Après avoir annoncé l'annulation de la série, ABC retire la série de la case du jeudi après trois épisodes, et la déplace les vendredis à 20 h dès le 25 mai.
M6 annonce après avoir diffusé les six premiers épisodes qu'elle déprogramme les suivants de son antenne.

## Distribution

### Acteurs principaux
- Priyanka Chopra (VF : Léovanie Raud) : Alexandra « Alex » Parrish
- Jake McLaughlin (VF : Damien Ferrette) : Ryan Booth
- Johanna Braddy (VF : Karine Foviau) : Shelby Wyatt
- Blair Underwood (VF : Bruno Dubernat) : Owen Hall
- Russell Tovey (VF : Franck Monsigny) : Harry Doyle[3]
- Marlee Matlin : Jocelyn Turner[4]
- Alan Powell (en) : Mike McQuigg[5] (dès l'épisode 2)

### Acteurs récurrents
- Amber Skye Noyes : Celine Fox[6] (épisodes 2 à 6)
- Vandit Bhatt (en) : Jagdeep « Deep » Patel[7] (épisodes 2 à 7)
- Timothy V. Murphy (en) : Conor Devlin (épisodes 9 à 13)

### Invités
- Jay Armstrong Johnson (en) (VF : François Santucci) : Will Olsen (épisode 1)
- Andrea Bosca (it) : Andrea (épisodes 1,12 et 13)
- Emma Gia Celotto Signorini : Isabella (épisodes 1,12 et 13)
- Rosa Arredondo : Directrice Carmella Gomez (épisodes 5 et 8)
- Brian Cade : Jim Teague (épisodes 5 et 9)
- Will Chase : Frank Marlow (épisodes 6 et 9)
- Laura Campbell : Fiona Quinn (épisodes 10 à 12)
- Lilly Englert (en) : Maisie Doyle (épisodes 10 à 12)
- Anna Khaja (VF : Marianne Groves) : Sita Parrish, mère d'Alex (épisode 10)

## Liste des épisodes

### Épisode 1:Le Code de non-retour
- États-Unis /  Canada : 26 avril 2018 sur ABC[8] / CTV
- France : 30 novembre 2018 sur M6
- Québec : 29 août 2019 sur Séries+

- États-Unis : 2,66 millions de téléspectateurs[9] (première diffusion)

### Épisode 2:Contagion
- États-Unis /  Canada : 3 mai 2018 sur ABC / CTV
- France : 30 novembre 2018 sur M6
- Québec : 5 septembre 2019 sur Séries+

- États-Unis : 2,15 millions de téléspectateurs[10] (première diffusion)

### Épisode 3:Au rythme de l'horloge
- États-Unis /  Canada : 10 mai 2018 sur ABC / CTV
- France : 30 novembre 2018 sur M6
- Québec : 12 septembre 2019 sur Séries+

- États-Unis : 1,97 million de téléspectateurs[11] (première diffusion)

### Épisode 4:Le Petit Prince
- Canada : 24 mai 2018 sur CTV
- États-Unis : 25 mai 2018 sur ABC
- France : 7 décembre 2018 sur M6
- Québec : 19 septembre 2019 sur Séries+

- États-Unis : 2,62 millions de téléspectateurs[12] (première diffusion)

### Épisode 5:Le Sang de Roméo
- Canada : 31 mai 2018 sur CTV
- États-Unis : 1er juin 2018 sur ABC
- France : 7 décembre 2018 sur M6
- Québec : 26 septembre 2019 sur Séries+

- États-Unis : 2,99 millions de téléspectateurs[13] (première diffusion)

### Épisode 6:Le ciel s'écroule
- Canada : 14 juin 2018 sur CTV
- États-Unis : 15 juin 2018 sur ABC
- France : 7 décembre 2018 sur M6
- Québec : 3 octobre 2019 sur Séries+

- États-Unis : 2,56 millions de téléspectateurs[14] (première diffusion)

### Épisode 7:Projet loup-garou
- États-Unis /  Canada : 22 juin 2018 sur ABC / CTV
- France : 14 décembre 2018 sur 6play
- Québec : 10 octobre 2019 sur Séries+

- États-Unis : 2,41 millions de téléspectateurs[15] (première diffusion)

### Épisode 8:Le Sens de la vie
- États-Unis /  Canada : 29 juin 2018 sur ABC / CTV
- France : 14 décembre 2018 sur 6play
- Québec : 17 octobre 2019 sur Séries+

### Épisode 9:Le Soleil et la terre
- États-Unis /  Canada : 6 juillet 2018 sur ABC / CTV
- France : 14 décembre 2018 sur 6play
- Québec : 24 octobre 2019 sur Séries+

### Épisode 10:En famille
- États-Unis /  Canada : 13 juillet 2018 sur ABC / CTV
- France : 14 décembre 2018 sur 6play
- Québec : 31 octobre 2019 sur Séries+

### Épisode 11:L'Art de la guerre
- États-Unis /  Canada : 20 juillet 2018 sur ABC / CTV
- France : 15 décembre 2018 sur 6play
- Québec : 7 novembre 2019 sur Séries+

### Épisode 12:Fantômes
- États-Unis /  Canada : 27 juillet 2018 sur ABC / CTV
- France : 15 décembre 2018 sur 6play
- Québec : 14 novembre 2019 sur Séries+

- États-Unis : 2,66 millions de téléspectateurs[21] (première diffusion)
- Canada : 594 000 téléspectateurs[22] (première diffusion + différé 7 jours)

### Épisode 13:Qui es-tu?
- États-Unis /  Canada : 3 août 2018 sur ABC / CTV
- France : 15 décembre 2018 sur 6play
- Québec : 21 novembre 2019 sur Séries+

- États-Unis : 2,66 millions de téléspectateurs[23] (première diffusion)
- Canada : 602 000 téléspectateurs[24] (première diffusion + différé 7 jours)